# Caprinia violalis
Caprinia violalis là một loài bướm đêm trong họ Crambidae.